# FC Concordia Basel
Concordia Basel is een Zwitserse voetbalclub uit Bazel. De club werd in 1907 opgericht. In de beginjaren speelde de club vaak in de hoogste klasse. De club speelde vele jaren in lagere klassen en kon begin deze eeuw enkele seizoenen terugkeren naar de tweede klasse.

## Geschiedenis
De club promoveerde in 1923 naar de hoogste klasse en eindigde steevast in de lagere middenmoot. In het seizoen 1928/29 werd de vijfde plaats bereikt. Twee jaar later degradeerde de club. In 1933/34 was Concordia medeoprichter van de Nationalliga A, de moderne competitie met nog maar één reeks. Na de tiende plaats in het eerste seizoen van de Nationalliga werd de club het volgende seizoen voorlaatste en degradeerde.
Na enkele mindere seizoenen werd FC Concordia Basel in 1938 vicekampioen achter FC St. Gallen. Promotie was niet rechtstreeks toen en St. Gallen verloor in de eindronde van FC La Chaux-de-Fonds waardoor de club ook in 1939 de titel binnenhaalde, net voor Concordia. In 1944 degradeerde FC Concordia Basel naar de derde klasse. De club kon nog enkele seizoenen terugkeren maar eindigde steevast onderaan. Na 1959 verdween de club 42 jaar lang van het toneel en dook in 2001 terug op. Na enkele seizoenen middenmoot werd Concordia vijfde in 2007.
In 2009 kwam Concordia Basel in financiële problemen. Daarop werd de club door de Zwitserse voetbalbond teruggezet naar de amateurs. Het seizoen 2008/2009 was daarom voorlopig het laatste jaar voor Concordia Basel in een profcompetitie.

### Tijdslijn
- 1922/1923 - 2de klasse
- 1923 - 1931 - 1ste klasse
- 1932/1933 - 2de klasse
- 1933 - 1935 - 1ste klasse
- 1935 - 1944 - 2de klasse
- 1944 - 1947 - 3de klasse
- 1947 - 1948 - 2de klasse
- 1948 - 1950 - 3de klasse
- 1950 - 1951 - 2de klasse
- 1957 - 1959 - 2de klasse
- 2001 - 2009 - 2de klasse
- 2009 - .... - 5de klasse

## Eindklasseringen
| Seizoen   | № | Clubs | Divisie          | Duels | Winst | Gelijk | Verlies | Doelsaldo | Punten | Tsch |
| --------- | - | ----- | ---------------- | ----- | ----- | ------ | ------- | --------- | ------ | ---- |
| 2007–2008 | 7 | 18    | Challenge League | 34    | 13    | 10     | 11      | 55–54     | 49     | 656  |

## Bekende (oud-)spelers
- Louis Crayton
- Karl Ehrenbolger